# オシャワ
オシャワ（英: Oshawa）は、カナダのオンタリオ州の都市である。人口は15万9千人、都市圏人口は約38万人。ダラム地域で最も大きい都市である。オシャワの語源はオジブウェー語で十字架を意味する「aaz haway」が由来である。

## 概要
一般的にGTAおよびゴールデンホースシューの東端と見なされているが、トロント大都市圏(CMA)の一部ではなく、ウィットビーとクラリントンと併せてカナダで14番目の規模のオシャワ都市圏を形成している。自動車産業が市の主力産業であり、具体的にはゼネラルモーターズのカナダ地域会社すなわちゼネラルモーターズ・カナダである。1876年にマクローリン客車会社として設立されたゼネラルモーターズ・カナダの本社および主要組立工場が市内にある。また、サラブレッド競走馬の育成牧場であるウインドフィールズファームの本拠地でもあり、カナダで最も有名な競走馬であるノーザンダンサーはここで生まれた。市内にはオンタリオ工科大学を始めとした大学が複数ある学生都市でもある。市内にある多目的アリーナのトリビュート・コミュニティセンター (Tribute Communities Centre) ではアイスホッケーの試合やフィギュアスケートの大会が行われる。
かつては明確に異なった都市であったが、物質的、経済的、そして文化的に、GTAへ次第に組み込まれつつある。

## 地理
オンタリオ湖沿岸にあり、トロントのダウンタウンから60 km東方に位置する。西にウィットビー、北にスカゴッグ (Scugog) 、東はクラリントンに接する。

### 人口
| 年度   | 人口（人） | 増加率（%） |
| ------ | ---------- | ----------- |
| 2016年 | 159,458    | 6.6         |
| 2011年 | 149,607    | 5.7         |
| 2006年 | 141,590    | 1.8         |
| 2001年 | 139,051    | 3.5         |
| 1996年 | 134,364    |             |

- 増加率は過去5年間の人口増加率を意味する。

### 人種
| 人種・民族構成（オシャワ） 2016年 | 人種・民族構成（オシャワ） 2016年 | 人種・民族構成（オシャワ） 2016年 | 人種・民族構成（オシャワ） 2016年 | 人種・民族構成（オシャワ） 2016年 |
| --------------------------------- | --------------------------------- | --------------------------------- | --------------------------------- | --------------------------------- |
|                                   |                                   |                                   |                                   |                                   |
| 白人                              | 白人                              |                                   | 81.1%                             | 81.1%                             |
| 黒人                              | 黒人                              |                                   | 5.5%                              | 5.5%                              |
| 南アジア系                        | 南アジア系                        |                                   | 3.8%                              | 3.8%                              |
| 先住民系                          | 先住民系                          |                                   | 2.9%                              | 2.9%                              |
| 中国系                            | 中国系                            |                                   | 1.4%                              | 1.4%                              |
| フィリピン系                      | フィリピン系                      |                                   | 1.3%                              | 1.3%                              |

2016年国勢調査による人種別構成は右記の通りで、白人が8割と大半を占めているが、次いで黒人の割合が5.5%とカナダの都市の中では比較的高い。一方、中国系住民は1.4%と少ない。

## 交通

### 鉄道
ウィンザー - トロント - モントリオール - ケベックシティ回廊の中継地点となっているために交通の便は良く、オシャワ駅 (Oshawa station) にはVIA鉄道の東部近距離特急（コリドー号）が発着する。通勤用列車のGOトランジットはレイクショア・イースト線によりトロントユニオン駅まで終日運行されており列車の本数も日中でも15 - 30分間隔と比較的多い。市内にはさらに2つの駅が計画中となっている。

### 市内交通
- ダラム地域・トランジット (Durham Region Transit)

### 高速道路
- 400番台オンタリオ・ハイウェイ
  - ハイウェイ401号線 (Highway 401)

### 空港
- オシャワ空港 (Oshawa Executive Airport)

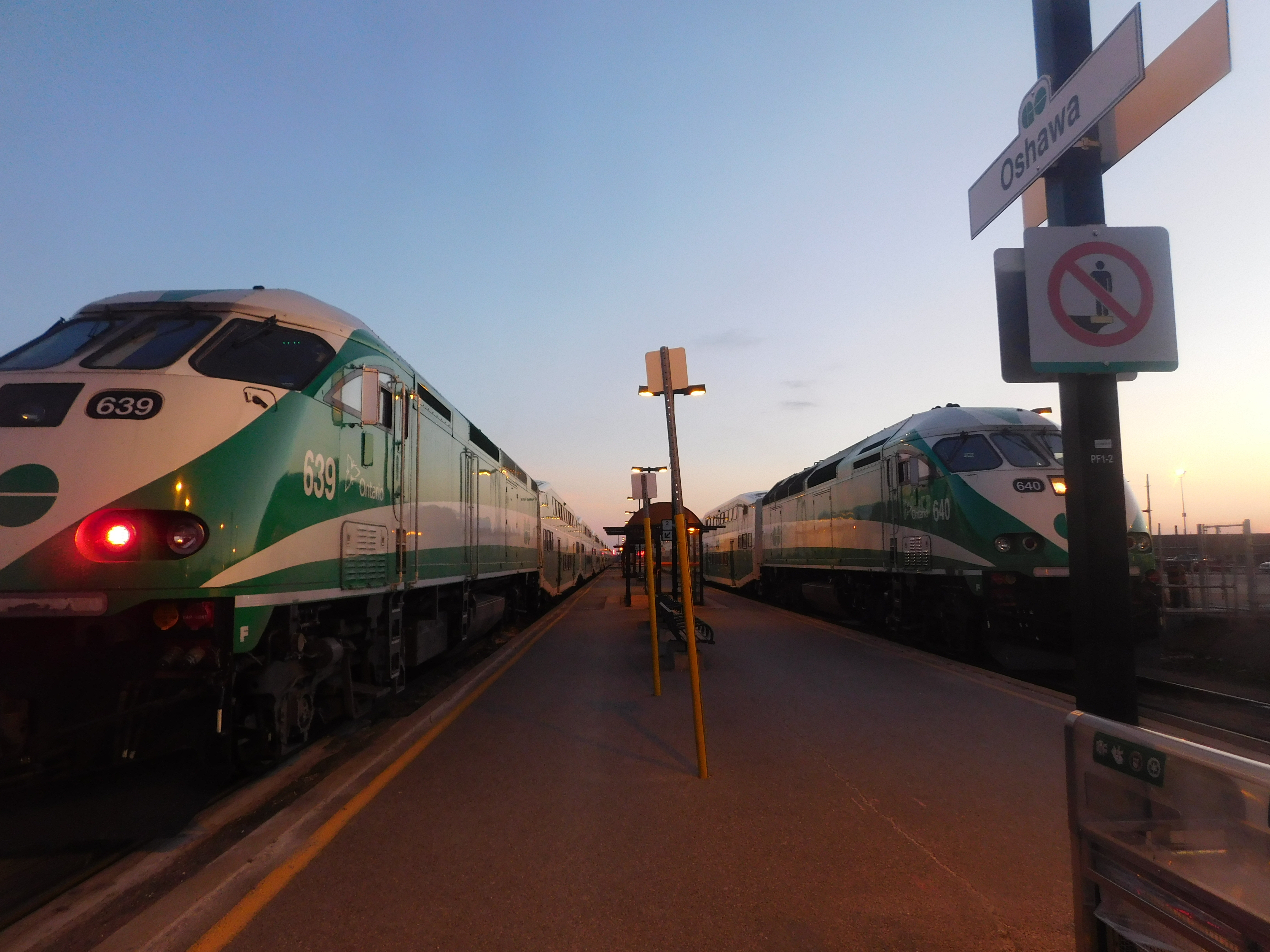
オシャワ駅
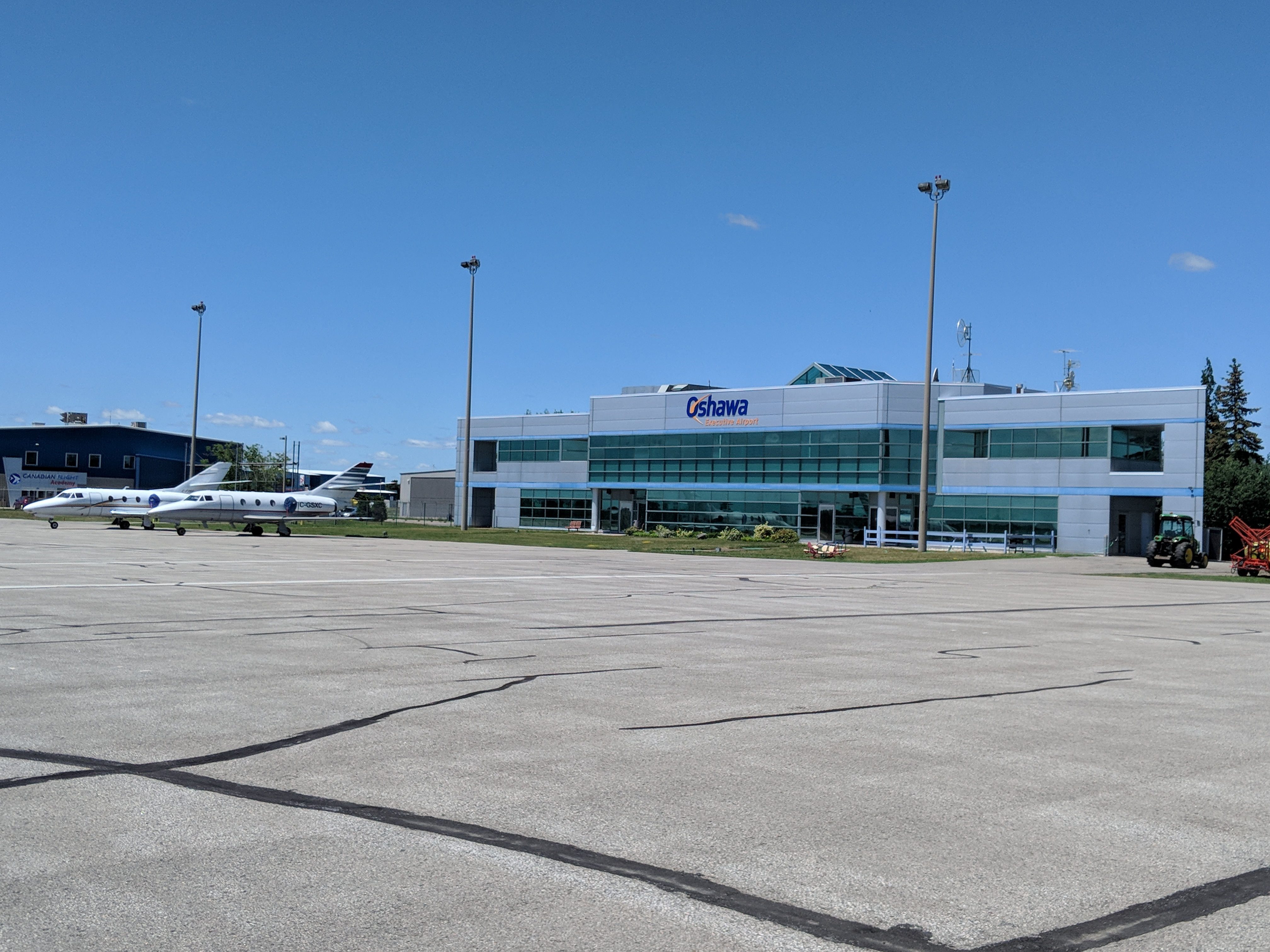
オシャワ空港

## 大学
- ダラムカレッジ (Durham College)
- トレント大学オシャワキャンパス（Trent University）
- オンタリオ工科大学 (University of Ontario Institute of Technology)